# Bismarck (manzana)
Bismarckt es el nombre de una variedad cultivar de manzano (Malus domestica). Esta manzana está cultivada en la colección de la Estación Experimental Aula Dei (Zaragoza). Así mismo está cultivada en la colección repositorio de la National Fruit Collection con el número de accesión: 1948 - 653 y Accession name: Bismarck. Originaria del distrito agrícola de inmigración de origen alemán y danés de Bismarck, Tasmania, Australia. Fue popular su cultivo en Australia, también en Inglaterra y Europa hasta la década de 1930. Muy cultivada desde antiguo como manzana fresca de mesa en la comunidad foral de Navarra, Aragón, Cataluña y en La Rioja. Las frutas tienen una carne gruesa y dura con un sabor subacido.

## Sinónimos
- "Bismarck-appel",
- "Bismarckapfel",
- "Bismarckapfel aus Neuseeland",
- "Bismarckovo",
- "Bismarcksapple",
- "Bismark",
- "Bismarkovo jablko",
- "Furst Bismarck",
- "Pomme Bismarck",
- "Prince Bismarck",
- "Prince Bismark".[3]

## Historia
Esta manzana lleva el nombre del canciller alemán príncipe "Bismarck" Otto von Bismarck (1815-1898). Su origen se informa como el distrito agrícola de inmigración alemana y danesa de Bismarck, Tasmania, Australia alrededor de 1870. Otra teoría de su origen apuesta por F. Fricke, un colono alemán en Carbrooke, Victoria (Australia), en 1861 que lo nombró en honor al canciller alemán Otto von Bismarck. También hay una tercera teoría de procedencia según la cual se originó en Canterbury, Nueva Zelanda.
Recibió un certificado de primera clase de la Royal Horticultural Society en 1887. Fue popular su cultivo en Australia, también en Inglaterra y en toda Europa hasta la década de 1930.

Es España que se conoce como 'Bismark' se ha cultivado desde antiguo como manzana fresca de mesa en la comunidad foral de Navarra, Aragón, Cataluña y en La Rioja.
'Bismark' está considerada incluida en las variedades locales autóctonas muy antiguas, cuyo cultivo se centraba en comarcas muy definidas. Se caracterizaban por su buena adaptación a sus ecosistemas y podrían tener interés genético en virtud de su adaptación. Estas se podían clasificar en dos subgrupos: de mesa y de sidra (aunque algunas tenían aptitud mixta).
'Bismark' es una variedad mixta, clasificada como de mesa, también se utiliza en la elaboración de sidra; difundido su cultivo en el pasado por los viveros comerciales y cuyo cultivo en la actualidad se ha incrementado en su uso para elaboración de sidra.

## Características

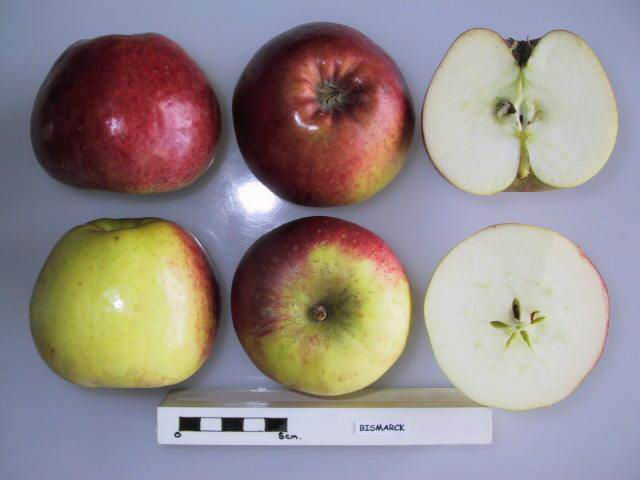
La Manzana 'Bismarck' seccionada.

El manzano de la variedad 'Bismarck' tiene un vigor fuerte; tiene un tiempo de floración que comienza a partir del 3 de mayo con el 10% de floración, para el 8 de mayo tiene una floración completa (80%), y para el 15 de mayo tiene un 90% de caída de pétalos, las flores pueden ser dañadas por las heladas tardías; tubo del cáliz cónico-alargado, y con los estambres situados por su mitad o por encima de ésta.
La variedad de manzana 'Bismarck ' tiene un fruto de tamaño medio o grande, con una altura promedio de 78.50mm y una anchura de 92.00mm; forma cónico-truncada, más voluminosa hacia su base, con contorno de leve a marcada irregularidad; piel lisa, levemente grasa y suavemente brillante; con color de fondo amarillo verdoso, importancia del sobre color fuerte, siendo el color del sobre color rojo, siendo el reparto del sobre color en chapa/manchas/rayas, presentando chapa formada por un conjunto de manchas y rayas de rojo a rojo granate oscuro, acusa punteado visible de color blanquecino, y una sensibilidad al "russeting" (pardeamiento áspero superficial que presentan algunas variedades) débil; pedúnculo de mediana longitud o corto y con frecuencia formando cabeza en su extremo, anchura de la cavidad peduncular más bien estrecha, profundidad de la cavidad pedúncular es profunda, con chapa ruginosa en el fondo que generalmente sobrepasa la cavidad, bordes un poco aplastados y levemente ondulados, y con una  importancia del "russeting" en cavidad peduncular media; anchura de la cavidad calicina mediana, profundidad de la cav. calicina profunda, en cubeta cónica, arrugada y con los bordes suavemente ondulados o en forma de mamelones, y de la importancia del "russeting" en cavidad calicina débil; ojo medio, abierto o semicerrado; sépalos verdosos, triangulares, convergiendo o inclinados hacia dentro cerrando el ojo; en otros, partidas las puntas quedando el ojo abierto.
Carne de color blanca con fibras verdosas; textura crujiente, esponjosa; sabor característico de la variedad, levemente acidulado; corazón de tamaño medio, bulbiforme, con líneas cerradas en los dos polos; eje entreabierto; celdillas alargadas; semillas relativamente grandes, de forma oval, muchas se encuentran abortadas. Posee un alto contenido de Vitamina C, 8mg/100g.
La manzana 'Bismarck' tiene una época de maduración y recolección muy tardía en el invierno, se recolecta en noviembre. Tiene uso variado pues se usa como manzana de mesa, en la cocina, y también como manzana para elaboración de sidra.

## Variedades en herencia
'Bismarck' es el parental-madre de la variedades cultivares de manzana:
- Fiessers Erstling
- Victory (Carpenter)

'Bismarck' es el parental-padre de la variedades cultivares de manzana:
- S.T. Wright
- Bushey Grove

## Ploidismo
Diploide. Autofértil, pero los cultivos mejoran con un polinizador compatible del Grupo C Día 8.